# Oxime d'acétone
L'oxime d'acétone est un composé organique de formule chimique (CH3)2CNOH. C'est la plus simple des cétoximes. Elle se présente sous la forme d'un solide blanc inflammable toxique et cancérigène. Elle est soluble dans l'eau, l'éthanol, l'éther diéthylique, le chloroforme et le naphta. C'est un réactif utilisé en synthèse organique. On l'obtient généralement par condensation d'acétone (CH3)2CO et d'hydroxylamine NH2OH en présence d'acide chlorhydrique HCl à pH 4 ou 5 :
(CH3)2CO + NH2OH ⟶ (CH3)2CNOH + H2O.
L'hydroxylamine et l'acide chlorhydrique donnent un sel de chlorhydrate d'hydroxylamine NH3OHCl en solution.
Un autre mode de préparation de l'oxime d'acétone est l'ammoxydation de l'acétone en présence de peroxyde d'hydrogène H2O2.
L'oxime d'acétone est un inhibiteur de corrosion plus stable et moins dangereuse que l'hydrazine. Elle intervient dans des réarrangements de Beckmann et de Neber.